# Santo Domingo (Cile)
Santo Domingo è un comune del Cile della provincia di San Antonio nella Regione di Valparaíso. Al censimento del 2002 possedeva una popolazione di 7.418 abitanti.

## Società

### Evoluzione demografica
| Censimento del 1992 | Censimento del 2002 |
| 6.218 ab.           | 7.418 ab.           |